# Leo Howard
Leo Howard, född 13 juli 1997 i Newport Beach, Kalifornien, är en amerikansk skådespelare och kampsportare. Han är mest känd för att ha haft roller i filmer som G.I. Joe: The Rise of Cobra och Conan the Barbarian samt rollen som Jack i Disney XD-serien Kickin' It. Han innehar även ett rekord i Guinness rekordbok och har synts i den tredje säsongen av Disney Channel-serien Shake It Up i rollen som CeCes rival Logan.